# Verticillium

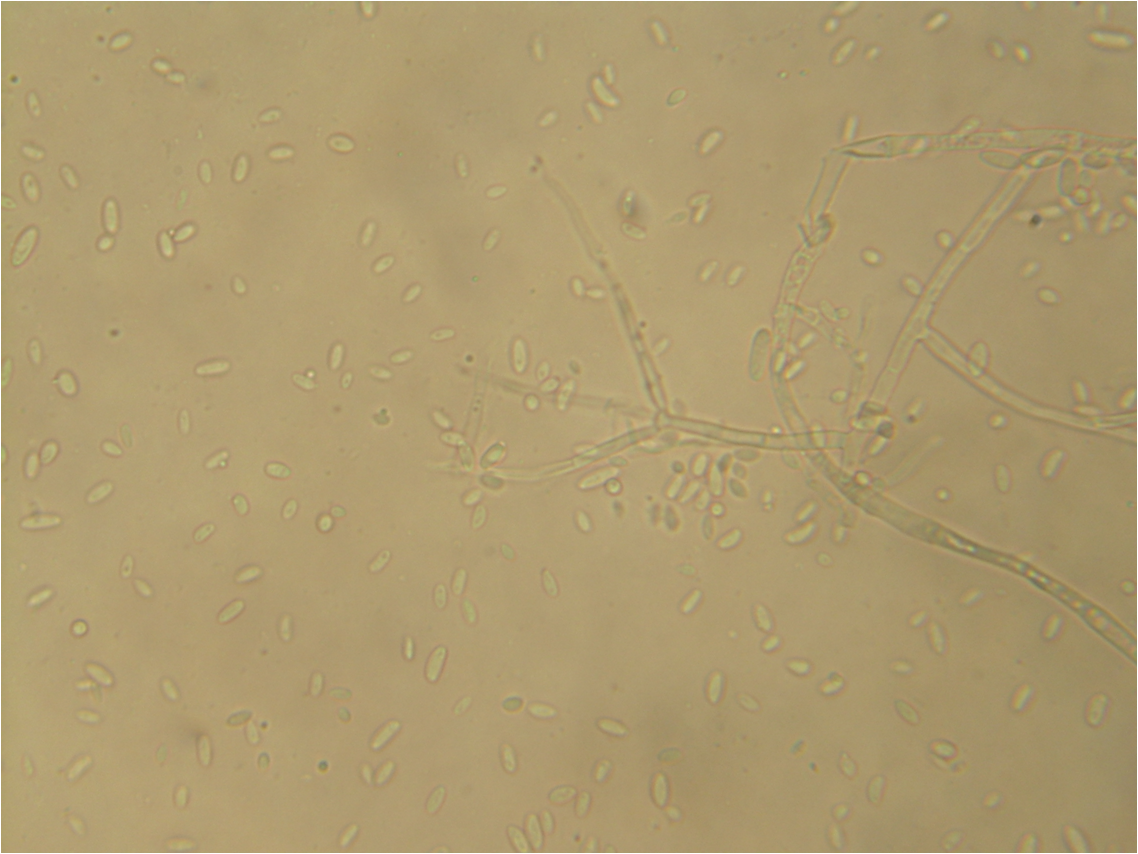
Konidiofory i konidia

Verticillium Nees – rodzaj workowców z klasy Sordariomycetes. Obejmuje występujące w glebie saprotrofy i pasożyty. Niektóre z nich wywołują choroby zwane werticiliozami. Są to bardzo groźne choroby powodujące obumarcie rośliny. Ważniejsze z nich to: werticilioza drzew i krzewów owocowych, werticilioza drzew liściastych, werticilioza truskawki, werticilioza ziemniaka.

## Morfologia
Grzyby mikroskopijne. Ich konidiofory wyrastają bezpośrednio z podłoża. Są bezbarwne, wydłużone i rozgałęzione, zazwyczaj tworzą jeden lub kilka okółków. Znajdujące się na ich szczycie komórki konidiotwórcze najczęściej szydłowate i zwężające się ku szczytowi, czasami flaszkowate i tworzą okółki na rozgałęzionych konidioforach. Zarodniki konidialne bezbarwne, zazwyczaj  jednokomórkowe, ale czasami dwukomórkowe, o kształcie od elipsoidalnego do niemal cylindrycznego i gładkiej powierzchni. Na komórce konidiotwórczej występują pojedynczo, lub zlepione w główki. Tworzą bardzo drobne sklerocja zwane mikrosklerocjami, chlamydospory oraz grzybnię przetrwalnikową. Te struktury przetrwalnikowe odgrywają najważniejszą rolę przy mikroskopowym oznaczaniu gatunków. W glebie mogą przetrwać przez wiele lat.

## Systematyka i nazewnictwo
Pozycja w klasyfikacji według Index FungorumPlectosphaerellaceae, Glomerellales, Hypocreomycetidae, Sordariomycetes, Pezizomycotina, Ascomycota, Fungi.
SynonimyVerticillium sect. Verticillium Nees.
Gatunki występujące w Polsce
- Verticillium albo-atrum Reinke & Berthold 1879
- Verticillium aspergillus Berk. & Broome 1873
- Verticillium beticola Pidopl. 1932
- Verticillium candidulum Sacc. 1882[7]
- Verticillium capitatum Ehrenb. 1818[7]
- Verticillium cellulosae Dasz. 1912
- Verticillium cucumerinum Aderh. 1889[7]
- Verticillium cylindrosporum Corda 1837
- Verticillium dahliae Kleb. 1913
- Verticillium deflectens (Bres.) de Hoog, Oorschot & W. Gams 1985
- Verticillium effusum G.H. Otth 1871
- Verticillium glaucum Bonord. 1851[7]
- Verticillium griseum (Petch) W. Gams 1971
- Verticillium indicum (Petch) W. Gams 1971
- Verticillium lactarii Peck 1884[7]
- Verticillium lecanii (Zimm.) Viégas 1939
- Verticillium lycopersici F.J. Pritch. & Porte 1921
- Verticillium sphaeroideum Sacc. 1881[7]
- Verticillium terrestre (Pers.) Sacc. 1886
- Verticillium tricorpus I. Isaac 1953

Nazwy naukowe na podstawie Index Fungorum. Nazwy polskie według W. Mułenki i in.. 